# Physorhinus
Physorhinus is een geslacht van kevers uit de familie  
kniptorren (Elateridae).
Het geslacht is voor het eerst wetenschappelijk beschreven in 1840 door Germar.

## Soorten
Het geslacht omvat de volgende soorten:
- Physorhinus batesoni Van Dyke, 1953
- Physorhinus blairi Van Dyke, 1953
- Physorhinus boliviensis Candèze, 1893
- Physorhinus chathami Van Dyke, 1953
- Physorhinus cruciatus Champion, 1895
- Physorhinus dalensi Chassain, 2008
- Physorhinus dichroa Van Dyke, 1953
- Physorhinus distigma Candèze, 1859
- Physorhinus erythrocephalus Fabricius, 1801
- Physorhinus frontalis Candèze, 1859
- Physorhinus fusculus Champion, 1895
- Physorhinus galapagoensis Waterhouse, 1845
- Physorhinus hoodi Van Dyke, 1953
- Physorhinus insularis Candèze, 1881
- Physorhinus lateralis Candèze, 1859
- Physorhinus longicornis Champion, 1895
- Physorhinus marginatus Candèze, 1859
- Physorhinus moseri Schwarz, 1902
- Physorhinus quadrinotatus Champion, 1895
- Physorhinus quirsfeldi (Mutchler, 1938)
- Physorhinus ruficeps Van Dyke, 1953
- Physorhinus sexnotatus Steinheil, 1875
- Physorhinus stellatus Candèze, 1859
- Physorhinus sturmi Germar, 1840
- Physorhinus xanthocephalus Germar, 1840